# TI-85

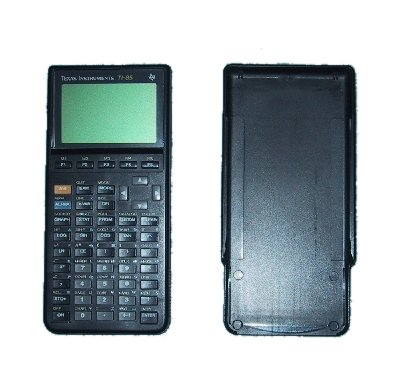
TI-85

TI-85 är en grafritande miniräknare från Texas Instruments baserad på processorn Zilog Z80 som har en frekvens på 6 MHz. Den började tillverkas 1992.